# Dan Hipkiss
Daniel James “Dan” Hipkiss (Ipswich, 4 giugno 1982) è un rugbista a 15 britannico, nazionale inglese, che milita come tre quarti centro nelle file del Leicester in Guinness Premiership.

## Biografia
Nativo di Ipswich (Suffolk), già capitano della prima squadra ai tempi della scuola, Hipkiss rappresentò l'Inghilterra a livello U-16, U-17 e U-18; da dilettante militò nel Diss (Norfolk); successivamente, una volta divenuto professionista nel Leicester, fu chiamato anche nella selezione nazionale U-21; incorso a 17 anni in un incidente al ginocchio nel 1999, esordì in Premiership contro Leeds Tykes due anni più tardi, nel novembre 2001.
Convocato per la Nazionale inglese “A” nel 2005, fece il suo esordio nell'Inghilterra maggiore nell'agosto 2007, nei test di preparazione alla Coppa del Mondo di rugby 2007 in Francia, alla quale il giocatore fu convocato e nel corso della quale disputò tre incontri, compresi la semifinale vinta contro la Francia e la finale persa contro il Sudafrica.
Dopo un infortunio (il suo ultimo incontro internazionale risale al 2009) Hipkiss è tornato a rappresentare l'Inghilterra, sebbene a livello di Nazionale A.

## Palmarès
- Premiership: 
Leicester: 2006-07, 2008-09, 2009-10
- Coppe Anglo-Gallesi: 1
Leicester: 2006-07